# Chillepín

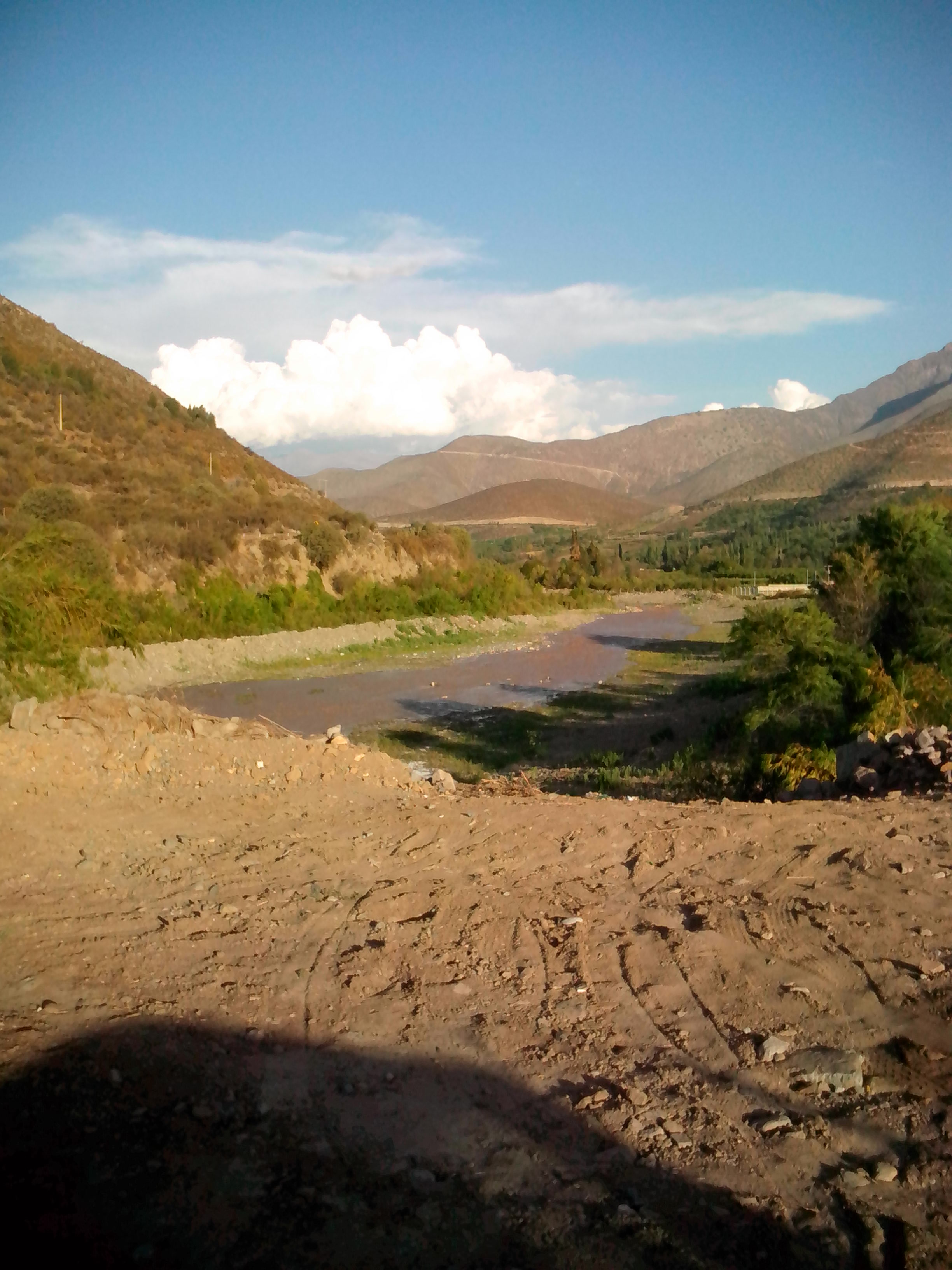
Paisaje del entorno de Chillepín, Región de Coquimbo

Chillepín es una localidad chilena perteneciente a la comuna de Salamanca dentro de la Región de Coquimbo, es orillada por el Río Choapa y es conectada por la Ruta D-835, se ubica a 24,4 km de Salamanca y limita con sus localidades vecinas; Tranquilla y Coirón, cuenta con una población de 1.696 habitantes.

## Actividades
Chillepín se basa en la agricultura,minería y en menor medida ganadería,sustentada por el rio Choapa.

## Historia

### Fundación
El fundó de Chillepín en sus inicios fue planeado como una comunidad de parcelas junto a la creación de varios canales dentro de 1956, estas parcelas se convenían gracias a los cultivos de la zona. 

### Actividad económica (1956 - 1976)
Su actividad económica se basaba en cultivo de trigo y ganado de bovino, además del corte de leña, este también mantuvo un sistema de canales.